# Coleophora portneri
Coleophora portneri é uma espécie de mariposa do gênero Coleophora pertencente à família Coleophoridae.